# Agonum gratiosum
Agonum gratiosum är en skalbaggsart som beskrevs av Mannerheim. Agonum gratiosum ingår i släktet Agonum och familjen jordlöpare. Inga underarter finns listade i Catalogue of Life.